# Veauche
Veauche ist eine französische Gemeinde mit 8984 Einwohnern (Stand 1. Januar 2022) im Département Loire  in der Region Auvergne-Rhône-Alpes.

## Geografie
Veauche liegt etwa 15 Kilometer nördlich von Saint-Étienne am Ostufer der Loire. Am Westufer gegenüber, das über eine Brücke zu erreichen ist, befindet sich die Gemeinde Veauchette und  die französische Autobahn A72/E70, die Saint-Étienne mit Clermont-Ferrand verbindet.
Auf dem Gemeindegebiet befindet sich seit 1832 der Bahnhof Saint-Galmier-Veauche an der Bahnstrecke Roanne–Andrézieux, die dritte Bahnstrecke Frankreichs. Diese Strecke wurde später zwischen Balbigny und Le Coteau umtrassiert und in die Bahnstrecke Moret-Veneux-les-Sablons–Lyon-Perrache integriert. Heute wird er von Zügen des TER Auvergne-Rhône-Alpes der Verbindung Roanne–Saint-Étienne-Châteaucreux bedient.

## Geschichte
Der Ort und sein Name wird auf eine keltische Ansiedlung zurückgeführt. Vom Alter des Ortes zeugt die schon in früh-romanischer Zeit entstandene Kirche Eglise du Bourg. Eine erste schriftliche Erwähnung erfolgt gegen das Jahr 1000.

## Bevölkerungsentwicklung
| Jahr                       | 1962  | 1968  | 1975  | 1982  | 1990  | 1999  | 2008  | 2017  |
| -------------------------- | ----- | ----- | ----- | ----- | ----- | ----- | ----- | ----- |
| Einwohner                  | 2.874 | 3.197 | 4.027 | 5.706 | 7.282 | 8.061 | 8.420 | 8.984 |
| Quellen: Cassini und INSEE |       |       |       |       |       |       |       |       |

## Sehenswürdigkeiten
- Kirche Saint-Pancrace
- Kirche Saint-Laurent

|  |  |

## Partnergemeinden
Partnergemeinden von Veauche sind das hessische Neu-Isenburg (seit 1961) und die spanische Gemeinde Nuevo Baztán.